# Anilocra acuminata
Anilocra acuminata är en kräftdjursart som beskrevs av Haller 1880. Anilocra acuminata ingår i släktet Anilocra och familjen Cymothoidae. Inga underarter finns listade i Catalogue of Life.